# Hans Moser
Hans Moser, ursprungligen Johann Julier, född 6 augusti 1880 i Wien, död 19 juni 1964, var en österrikisk skådespelare, som under större delen av sin karriär, från 1920-talet fram till sin död, oftast spelade i komedier. Under sin livstid medverkade han i cirka 150 filmer, många hade handlingen förlagd till Wien.
Efternamnet Moser tog han från en mentor inom teatern vid namn Josef Moser. Kring sekelskiftet 1900 och under 1910-talet dök Moser upp i småroller på diverse teaterscener, i kabaréföreställningar och i resande teatersällskap. Han arbetade också i mindre skala som scenarbetare. Först på 1920-talet började han bli ett mer bekant ansikte i Wiens teatervärld och under samma decennium började han medverka i stumfilm. Efter att han fått engagemang hos Max Reinhardt 1925 i både Wien och Berlin fick han ett större genombrott. 
På 1930-talet medverkade han i populära filmer av exempelvis Willi Forst där hans motspelare ofta var Paul Hörbiger. Han kunde också bilda radarpar med Theo Lingen. Moser hade en utpräglat egenartat mumlande och stammande stämma och utvecklade också ett speciellt kroppsspråk för sina karaktärer som banade väg för hans framgångar som filmskådespelare. Perioden var dock svår privat då hans fru Blanca som var judinna inte kunde vistas i Nazityskland efter 1939. Moser arbetade med "specialtillstånd" då han vägrat skilja sig från sin fru, trots nazisternas påtryckningar.
Efter andra världskrigets slut kunde han återförenas med frun, och fortsatte flitigt med att agera i filmer, samt sporadiskt på teaterscener i Wien och München. 1962 tilldelades han tyska filmpriset, Filmband in Gold. Två år senare avled han till följd av lungcancer.